# II. Benedek pápa
II. Szent Benedek (latinul: Benedictus), (kb. 635 – 685. május 8.) lehetett Szent Péter 81. követője a történelem során 684. június 26-tól. Valamivel rövidebb mint egyéves pontifikátusa alatt különösen sokat segítette a bajba jutottakat, elesetteket, betegeket és szegényeket. Több egyházi épület restaurálása kötődik nevéhez. Konstantinápolyi kapcsolataiban is nagy eredményeket ért el. Szigorúan őrködött a hatodik egyetemes zsinat döntéseinek betartása felett.

## Élete
Rómában született, apját Jánosnak hívták. Gyermekként a schola cantorum tagja lett. Itt tett szert énektudására és ami fontosabb, hogy ekkor ismerkedett meg behatóan a Szentírással. Ezután a római egyház szolgálatába állt. Leó halála után a zsinat őt választotta meg a keresztény egyház fejének. Azonban 11 hónap múltán, 684. június 26-án szentelhették csak fel, mert eddig húzódott IV. Kónsztantinosz császár engedélye. Saját példájából kiindulva fontosnak tartotta, hogy meggyőzze a császárt a pápák megerősítési eljárásának egyszerűsítéséről. A hosszú levélváltás, az esetleges viták ugyanis hosszú interregnumokat okozhatnak a római pápák pontifikátusának sorában. Ezért azt kérte az uralkodótól, hogy vagy szüntesse meg ezt a szokást, vagy bízza a megerősítés jogát a ravennai exarchára. Végül is ez utóbbi megoldás mellett állapodtak meg. A sikeres együttműködés alkalmából Benedek örökbe fogadta a császár két gyermekét, elfogadva azok egy-egy fürtjét Konstantintól.
Uralkodása alatt fontosnak tartotta a konstantinápolyi zsinat által elítélt monothelétizmus elleni küzdelmet. Több levelet is írt Spanyolországba, amelyekben felsorolta a klérus teendőit, és buzdította a papságot a zsinat döntései szerinti munkára. Levelezett Wilfred yorki érsekkel is.
Pontifikátusa alatt több templomot, szentélyt felújíttatott, de mindenekelőtt jótékonyságra tanította püspökeit, papjait. 685. május 8-án halt meg. Szentként tisztelik, ünnepét május 7-én tartják.

## Művei
- Documenta Catholica Omnia (latin nyelven). (Hozzáférés: 2011. december 6.)